# ستيفان كوفاتشيفيتش (لاعب كرة قدم)
ستيفان كوفاتشيفيتش (بالصربية: Стеван Ковачевић)‏ هو لاعب كرة قدم صربي في مركز الوسط، ولد في 9 يناير 1988 في كراغوييفاتس في صربيا. لعب مع نادي أروكا ونادي سوتيسكا نيكشيتش ونافال.

## وصلات خارجية
- ستيفان كوفاتشيفيتش (لاعب كرة قدم) على موقع قاعدة بيانات كرة القدم.إي يو (الإنجليزية)
- ستيفان كوفاتشيفيتش (لاعب كرة قدم) على موقع Soccerbase.com (لاعب) (الإنجليزية)
- ستيفان كوفاتشيفيتش (لاعب كرة قدم) على موقع Soccerway.com (الإنجليزية)
- ستيفان كوفاتشيفيتش (لاعب كرة قدم) على موقع AS.com (الإسبانية)